# Annoire
Annoire é uma comuna francesa na região administrativa de Borgonha-Franco-Condado, no departamento de Jura. Estende-se por uma área de 15,69 km². Em 2010 a comuna tinha 397 habitantes (densidade: 25,3 hab./km²).